# Varilux
Varilux es una marca de Essilor Internacional, el líder mundial en lentes progresivas. En 1959, Bernard Maitenaz, invento la primera lente progresiva. Esta lente permitía mejorar la visión de cerca, intermedia y lejos.
Varilux cuenta con una amplia gama de progresivos, ofreciendo un tipo de lente para cada usuario según sus necesidades visuales y su actividad y por supuesto existen lentes Varilux de varios precios.

## Historia

### La idea
Siguiendo los pasos de su padre y su abuelo, Bernard Maitenaz se unió a la Société des Lunetiers (que se convirtió en Essel y ahora es Essilor) en 1948 como ingeniero de investigación, recibiendo diplomas de la École Nationale Supérieure des Arts et Métiers y del Institut d'Optique.
La idea de una lente progresiva llegó a él cuando probó las lentes bifocales de su padre. La abrupta transición de potencia le resultó antinatural, y creyó que sería más racional usar una lente que pudiera corregir la visión de lejos en la parte superior de la lente, la visión intermedia en la zona media y la visión de cerca en la parte más baja.
El 2 de marzo de 1951, Bernard Maitenaz depositó un sobre en el Instituto Nacional de la Propiedad Intelectual en Francia, el cual incluía cuatro dibujos e información mecánica que haría posible la producción de una lente más moderna. El 25 de noviembre de 1953 Essel presentó la primera patente de su invención.

### La primera lente progresiva
Tras muchas patentes y cálculos, la lente progresiva como concepto parecía ser posible, pero aún tenía que ser fabricada. Maitenaz y su equipo comenzaron su producción usando una gran variedad técnicas improvisadas, y en 1958, Essel había desarrollado la maquinaria capaz de poder producirlas en masa.
Más tarde se realizaron exámenes en 46 personas, en enero de 1959, 5 de ellas dieron excelentes resultados, 29 buenos resultados, 2 resultados medio y 10, resultados regulares.

### La marca Varilux
Cuando estuvo cerca el lanzamiento del producto, se habían elaborado numerosas estrategias de precios. El invento de Maitenaz se ubicaría entre las lentes bifocales de Essel, la Diachrolux y sus lentes trifocales, la Trilux. Después de muchas lluvias de ideas, la lente progresiva de Maitenaz recibió un nombre acorde a los otros productos prémium: Varilux. La lente fue lanzada oficialmente en mayo de 1959, en el Hotel Lutetia en París, Francia.

### Llamado Internacional
Posteriormente al lanzamiento de Varilux, Essel elaboró un plan para que Varilux fuera presentada fuera de Francia. A través de un número de asociaciones y acuerdos de distribución, la lente Varilux comenzaba su distribución en un número de países en la década del `60, incluyendo Holanda, Alemania, Reino unido, Estados Unidos, Canadá, Brasil y Japón.
De vender 6 000 lentes en 1959, se pasaron a vender 2 000 000 en 1969, convirtiendo la lente Varilux en una exitosa aventura, pero aún el mercado tenía algunas dudas sobre el tiempo de adaptación de la lente. Mientras tanto, se continuaba trabajando en mejorar el invento original, mediante el uso de nuevas tecnologías y cálculos, Maitenaz y su equipo diseñaban una nueva lente progresiva con menos aberraciones y un mayor nivel de confort.

### Varilux 2
A inicio de 1969, dos compañías dominaban el Mercado de lentes oftálmicas en Francia: Essel y Silor. Pese a que ambas contaban con grandes innovaciones (Essel con Varilux y Silor con su material orgánico Orma 1000), no eran grandes jugadores del mercado internacional. El 1 de enero de 1972, Essel y Silor se fusionaron y formaron Essilor.
Con el nacimiento de esta fusión, Essilor lanzó Varilux 2 en Europa, la cual adoptó un mejor diseño en una lente más liviana, ofreciendo así un mejor confort general. Fue considerada como la mayor mejora del producto original.

### Otras generaciones de lentes Varilux
Mientras se desarrollaban nuevas tecnologías y procesos de fabricación, los esfuerzos de investigación relacionados con Varilux continuaban. En 1988, el resultado vino de la mano de Varilux Multi-Diseño o VMD. Al final de la década, Essilor se convertía en el mayor fabricante mundial en la industria de productos ópticos.
En 1993, se lanzó Varilux Comfort, convirtiéndose en la lente progresiva más vendida del mundo. Las nuevas técnicas de retallado desarrolladas por Essilor brindaron una adaptación mucho más rápida que las generaciones anteriores y un mayor confort visual en todas las posiciones.
Más adelante fueron salieron, Varilux Panamic (2000), Varilux Ellipse-Pix (2004), Varilux Physio (2006) y Varilux Ipseo (2008).

### La última generación de Varilux
En las últimas décadas las necesidades visuales han cambiado como consecuencia de vivir en una sociedad en constante cambio.
En 2012, Essilor lanzó al mercado la nueva gama de lentes progresivas Varilux S series. Estas lentes suponen una revolución en el mundo de la óptica gracias a su avanzado diseño.
La gama Varilux S series se compone por 3 diseños:
- Varilux S 4D, creado para responder a las necesidades visuales del présbita de hoy y marcando un hito en el mundo de la óptica, es las primeras lentes progresivas que incluyen en su diseño la identificación del ojo dominante.
- Varilux S F-360°, esta lente proporciona un amplio ángulo de visión y equilibrio en movimiento. Además de ser personalizada según la montura.
- Varilux S Design y Varilux S design Short es la lente de acceso a la gama Varilux S series. Ofrece amplio ángulo de visión y equilibrio en movimiento.

## Investigación y Desarrollo
El equipo de Investigación y Desarrollo de Essilor incluye 500 investigadores en cuatro centros localizados en Francia, Japón, Singapur y Estados Unidos.
En promedio, el equipo de Investigación y Desarrollo de Essilor genera 100 nuevas patentes por año, sumadas a su base de 2 600 patentes protegidas.
A lo largo de los años, Essilor ha construido una red internacional de socios, particularmente universidades, grupos industriales y medianos negocios, como Industrias PPG (creadores de Transitions) y Nikon.

### Método del bucle dióptrico
Con el lanzamiento de Varilux Comfort en 1993, Essilor desarrolló el método del bucle dióptrico, haciendo posible evaluar la satisfacción de los usuarios. Este método consiste en usar la repetición hasta que se alcance un resultado efectivo para el usuario. Se compone de 5 etapas:
- Recolección de información fisiológica del usuario
- Diseño óptico
- Creación de lentes prototipo.
- Control de medición
- Estudios clínicos

### Realidad Virtual
En 2008, Varilux Ipseo New Edition fue diseñada usando el Sistema de Realidad Virtual de Essilor.

## Experiencia Varilux
En 2008, Essilor diseño Varilux Expirience, un concepto de simulación virtual usando varias soluciones oftálmicas ofrecidas a los présbitas.
Varilux Expirience demuestra las tecnologías usadas para producir las lentes Varilux, que son bastante similares a aquellas usadas en los laboratorios de investigación, lo que brinda una efectiva comunicación para profesionales ópticos y sus clientes présbitas.

## Diseños Varilux

### 1959: Varilux
Como la primera lente progresiva, Varilux permitió a los usuarios con presbicia ver confortablemente a cualquier distancia.

### 1972: Varilux 2
Con la fusión de Essel y Silor (formando Essilor), nuevas innovaciones fueron presentadas en Varilux 2, la lente que representó significantes progresos brindando un mayor confort y una fácil adaptación. Gracias a las mejoras en el proceso de fabricación y producción, la calidad de la lente fue reforzada.
Esta lente fue además importante porque introdujo el método del bucle dióptrico, una herramienta de investigación que hace posible medir la satisfacción del usuario. Este proceso es usado aún en nuestros días.

### 1988: Varilux Multi-Diseño VMD
Una importante innovación para prescripciones altas, Varilux Multi-Diseño hizo posible preservar la amplitud del campo de visión de cerca pese al grado de adición.

### 1993: Varilux Comfort
Como el lente más vendido de Essilor, Varilux Comfort ha sido sujeto de varios estudios. Ha sido el primer producto diseñado para tener en cuenta los criterios de ergonomía visual. Este progreso generó una más rápida adaptación a la lente e incremento el confort postural del usuario.

### 2000: Varilux Panamic
Varilux Panamic fue basada en el Gerenciamiento Global del Diseño (Global Design Management) una tecnología que maneja la zona central, la periferia y los parámetros de la visión binocular. Además ofrece amplios campos de visión y una fácil adaptación.

### 2004: Varilux Ellipse / Pix
Varilux Ellipse / Pix permite a quienes tienen presbicia poder elegir armazones pequeños y además disfrutar de un gran confort visual.

### 2006: Varilux Physio
La lente progresiva Varilux Physio se caracteriza por una mejora del 30% en contraste de colores y campos más amplios de visión. Su performance deriva de la innovadora patente llamada Twin Rx Technology, que combina un método para calcular la óptica de la lente, el Sistema de Manejo del Frente de Onda y un avanzado tallado digital.
Esta lente progresiva se encuentra además disponible en su versión Varilux Physio f-360, la cual requiere más medidas, y por ende es más personalizada en función a las necesidades visuales del usuario.

### 2008: Varilux Ipseo New Edition
Varilux Ipseo New Edition es la primera lente diseñada y testeada usando un simulador virtual. Esta lente está personalizada según el comportamiento visual del usuario, usando 10 criterios de personalización. Para hacer esto, se utiliza el Vision Print System, el cual realiza un diagnóstico personal considerando los movimientos de los ojos y la cabeza del usuario.

### 2012: Varilux S series
Varilux S Series, la nueva generación de lentes progresivas Essilor, premiadas con el Silmo de Oro en 2012. La última revolución para corregir la presbicia ha sido premiada en la categoría “Visión”.
Amplio campo de visión, equilibrio en movimiento y fácil adaptación es la tarjeta de presentación de la nueva generación de lentes Varilux.
Varilux S Series, presentan la revolución en lentes progresivas gracias a 3 exclusivas tecnologías:
- 4D Technology, la revolución en la personalización. Gracias a esta tecnología se identifica cuál es nuestro ojo dominante y se mejora el tiempo de reacción.
- Nanoptix, la revolución tecnológica. La estructura principal de la lente se recalcula para que las imágenes no se distorsionen y la sensación de pérdida de equilibrio desaparezca.
- SynchronEyes, la revolución en el diseño. Se tienen en cuenta que nuestra visión depende de los dos ojos, y por tanto se incluye en el diseño las diferencias fisiológicas de cada ojo para garantizar un amplio ángulo de visión.